# Lavans-Quingey
Lavans-Quingey – miejscowość i gmina we Francji, w regionie Burgundia-Franche-Comté, w departamencie Doubs.
Według danych na rok 1990 gminę zamieszkiwały 82 osoby, a gęstość zaludnienia wynosiła 14 osób/km² (wśród 1786 gmin Franche-Comté Lavans-Quingey plasuje się na 661. miejscu pod względem liczby ludności, natomiast pod względem powierzchni na miejscu 735.).